# B-11 (bazowy środek pływający)
B-11 – barka paliwowa Marynarki Wojennej, służąca do przechowywania i transportu paliwa. Bliźniacze jednostki to: B-12 i B-13.
Jednostka służy w składzie 8 Flotylli Obrony Wybrzeża w ramach 12 Wolińskiego Dywizjonu Trałowców w Świnoujściu. Barka została zbudowana wg projektu BZ800 w 1979 roku, a w 2023 roku przeszła remont.